# Skorpionfische

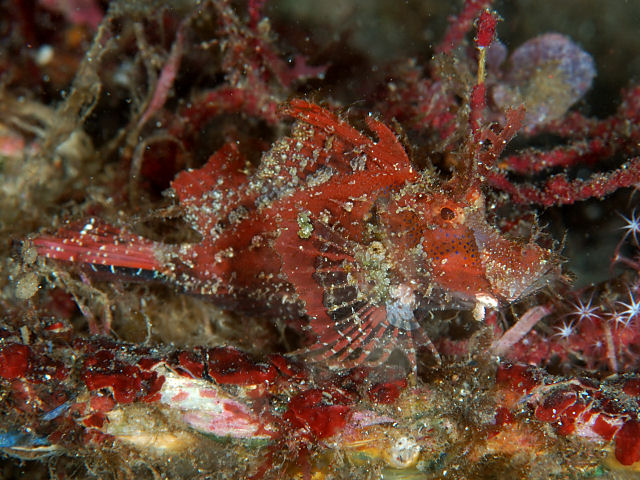
Hipposcorpaena filamentosa

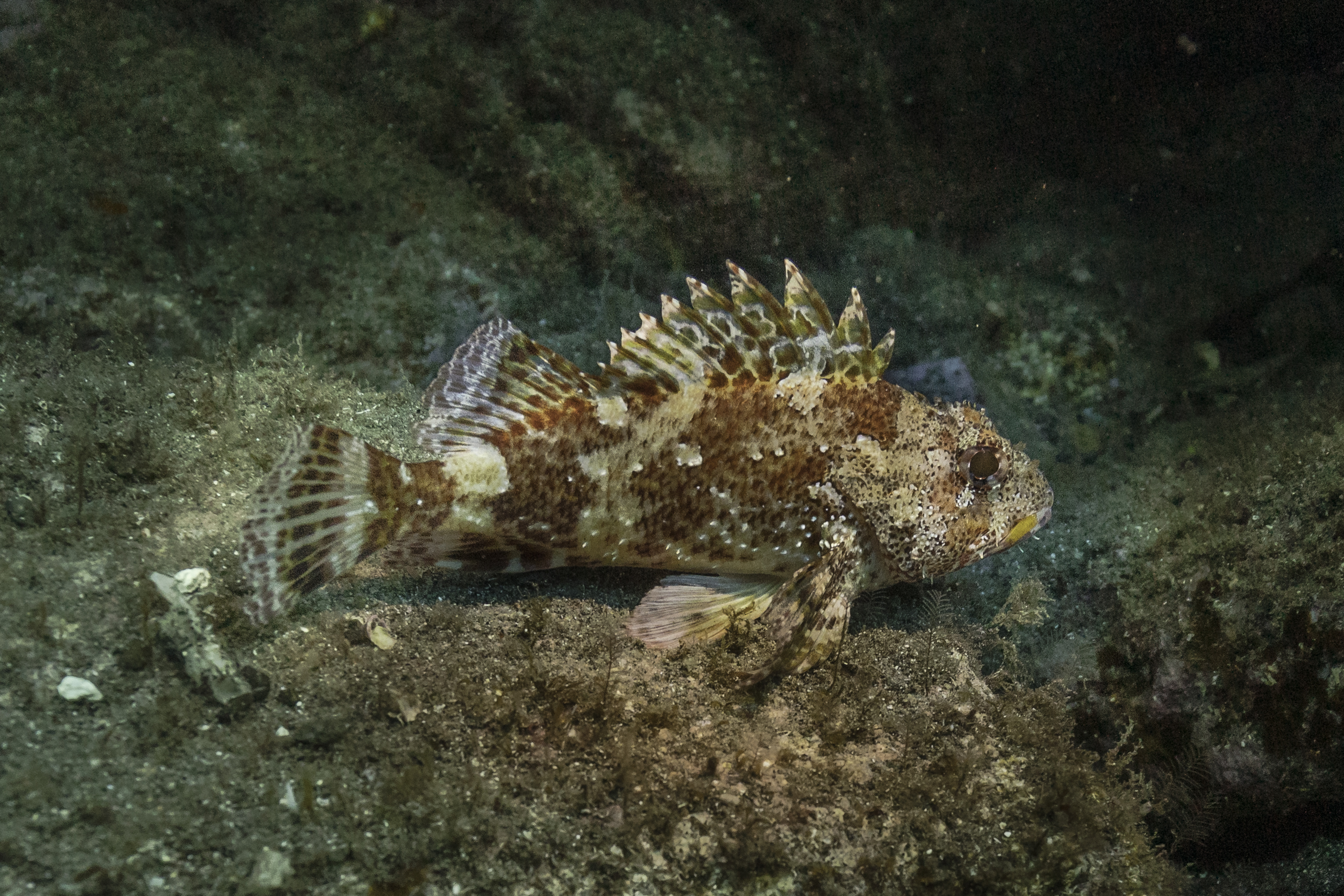
Kleiner Drachenkopf (Scorpaena notata)

Die Skorpionfische (Scorpaeninae) sind eine Unterfamilie aus der Familie der Drachenköpfe (Scorpaenidae). Zu ihr gehören fast 20 Gattungen und ca. 200 Arten. Die meisten Arten leben in Fels- oder Korallenriffen, wenige auf ozeanischen Weichböden oder im offenen Meer. Alle Skorpionfische sind schlechte Schwimmer und halten sich vor allem auf dem Untergrund auf. Aufgeschreckt können sie allerdings für einige Meter sehr schnell beschleunigen. Sie ernähren sich räuberisch, jagen allerdings nicht aktiv, sondern lauern ihrer Beute gut getarnt auf. Sie wird durch das blitzschnelle Aufreißen des Mauls eingesaugt.

## Merkmale
Skorpionfische sind stämmige, großköpfige Fische. Ihr Körper ist meist rötlich oder bräunlich gefärbt und mit unregelmäßigen Flecken, Marmorierungen und Hautauswüchsen getarnt. Sie werden, je nach Art, zwischen wenigen Zentimetern und einen halben Meter lang. Die Brustflossen sind groß und bei einigen auffallend bunt. Sie werden benutzt, um Fressfeinde zu warnen.
Skorpionfische sind aktiv giftige Fische. Giftführend sind die, je nach Art 13 bis 18, vorderen harten Flossenstrahlen der Rückenflosse, meist die ersten drei der Afterflosse und der vorderste jeder Bauchflosse. Jeder dieser Flossenstrahlen besitzt rechts und links der Vorderkante jeweils eine giftführende Furche, die mit Giftdrüsen versehen und mit Haut bedeckt ist. Beim Stich reißt die Haut auf und das Gift dringt in die Wunde ein. Auch an den Kiemendeckeln tragen die Skorpionfische Stacheln, die blutige Wunden verursachen können, aber nicht giftig sind.

## Gift
Das Gift der Skorpionfische ist ein Gemisch, das vor allem aus verschiedenen Eiweißen besteht. Es bewirkt einen raschen Abfall des Blutdrucks, Lungenödeme, kann aber auch einen Anstieg des Blutdrucks in den Lungenarterien verursachen. Eventuell werden auch körpereigene Stoffe freigesetzt, die Muskelkrämpfe verursachen, wie z. B. Acetylcholin. Das Gift verursacht eine Gewebsschwellung im Bereich des Einstichs und starke Schmerzen, die sich in den Stunden nach dem Einstich verstärken und mehrere Tage anhalten können. Im Unterschied zu Vergiftungen durch Steinfische (Synanceiidae) sind allerdings keine Todesfälle durch Skorpionfischstiche bekannt.

## Ernährung
Alle Skorpionfische leben carnivor von kleineren Fischen, Kopffüßern und Krebstieren. Sie sind meist träge Lauerjäger, die ihre Beute nicht aktiv verfolgen, sondern warten, bis das Opfer in Reichweite ist und es dann durch plötzliches Öffnen des großen Mauls einsaugen.

## Innere Systematik
Das nebenstehende Kladogramm zeigt die innere Systematik der Drachenköpfe, ihr Schwestergruppenverhältnis zu einer Klade aus Neosebastidae und Plectrogeniidae und die Polyphylie der Scorpaeninae in Bezug auf die Feuerfische (Pteroinae), Felsenbarsche (Sebastinae) und Setarchinae.
Die Pelzgroppen (Caracanthus) werden oft auch als eigene Familie oder Unterfamilie angesehen werden, gehören phylogenetisch aber zu den Skorpionfischen. Skorpionfische sind oft nur sehr schwer voneinander zu unterscheiden. Die Gattungen werden nach der Bezahnung der Oberkiefer, die Arten nach Anzahl und Art der Flossenstacheln, der Bestachlung des Kopfes und anhand von Schuppenreihen und der proportionalen Größe unterschieden.
- Pelzgroppen (Caracanthus Krøyer, 1845))
  - 4 Arten
- Gattung Hipposcorpaena Fowler, 1938
  - Hipposcorpaena filamentosa Fowler, 1938
- Gattung Hoplosebastes Schmidt, 1929
  - Hoplosebastes armatus Schmidt, 1929
- Gattung Idiastion Eschmeyer, 1965 
  - Idiastion hageyi McCosker, 2008
  - Idiastion kyphos Eschmeyer, 1965
  - Idiastion pacificum Ishida & Amaoka, 1992

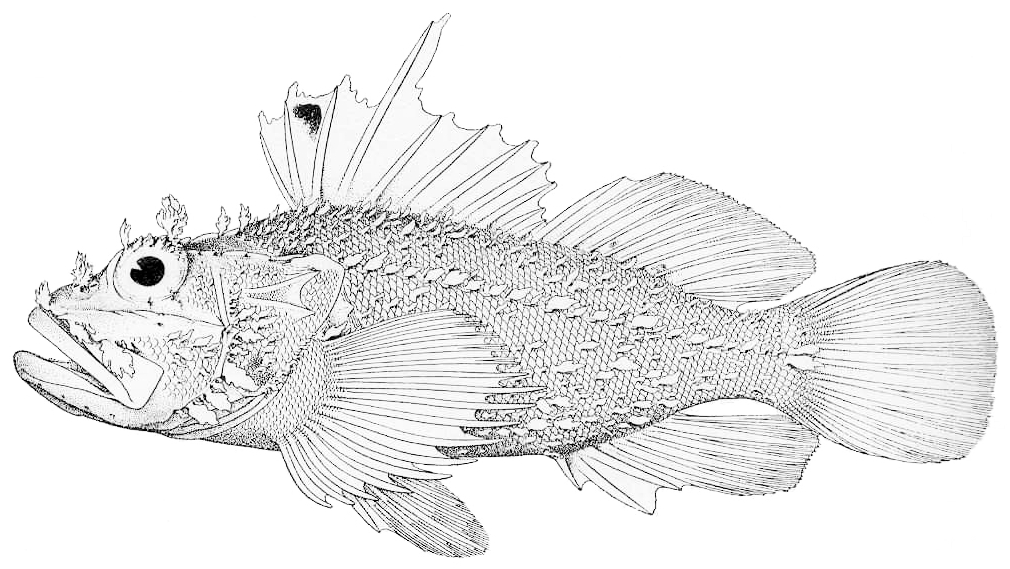
Köderfisch-Drachenkopf (Iracundus signifer)

- Gattung Iracundus Jordan & Evermann, 1903Köderfisch-Drachenkopf (Iracundus signifer)
  - Köderfisch-Drachenkopf (Iracundus signifer Jordan & Evermann, 1903)
- Gattung Neomerinthe Fowler, 1935Neomerinthe hemingwayi

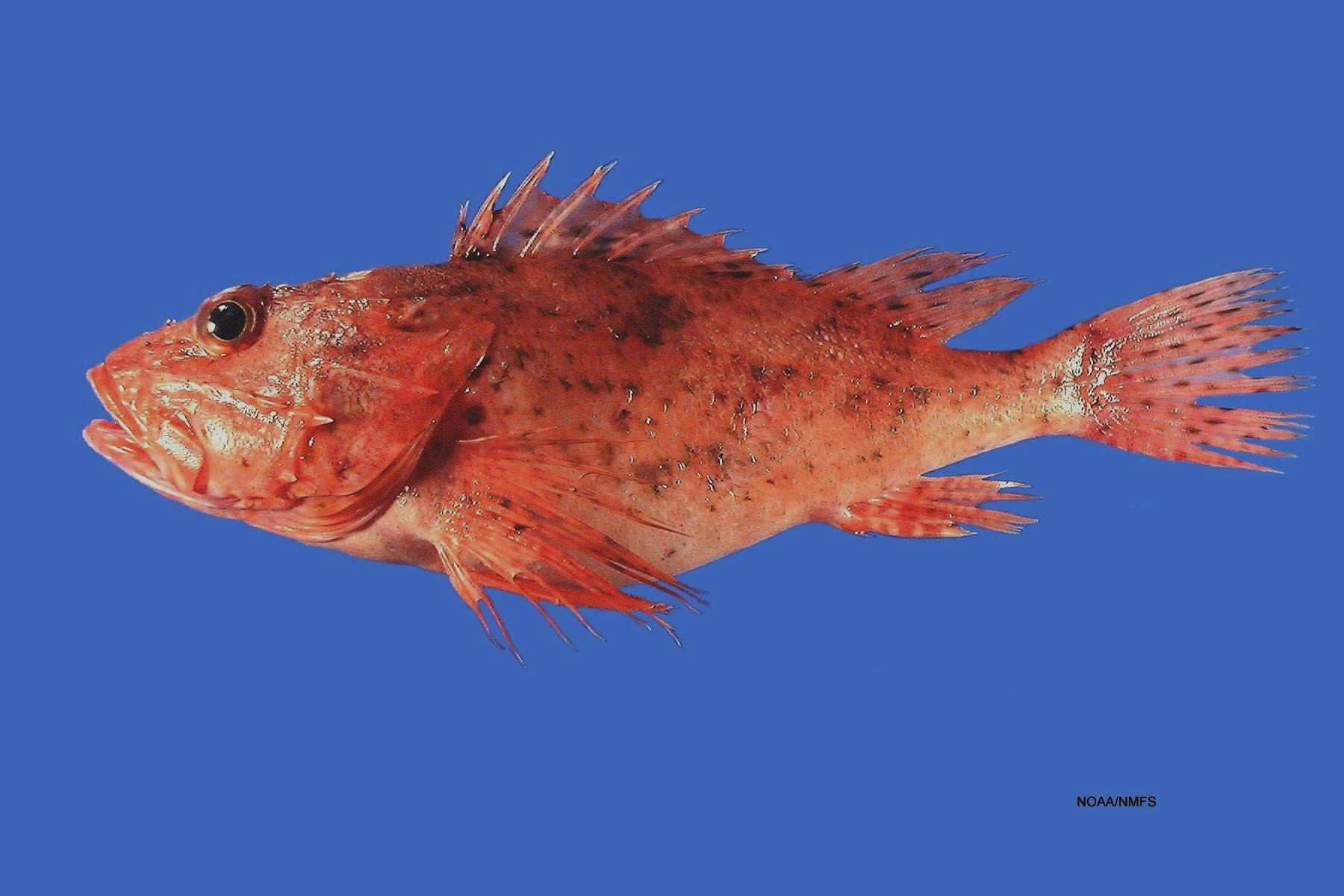
Neomerinthe hemingwayi

  - Neomerinthe amplisquamiceps (Fowler, 1938)
  - Neomerinthe bauchotae Poss & Duhamel, 1991
  - Neomerinthe beanorum (Evermann & Marsh, 1900)
  - Neomerinthe erostris (Alcock, 1896)
  - Neomerinthe folgori (Postel & Roux, 1964)
  - Neomerinthe harenartis Chen, 1981
  - Neomerinthe hemingwayi Fowler, 1935
  - Neomerinthe kaufmani (Herre, 1952)
  - Neomerinthe megalepis (Fowler, 1938)
  - Neomerinthe naevosa  (Motomura, Béarez & Causse, 2011
  - Neomerinthe pallidimacula (Fowler, 1938)
  - Neomerinthe rufescens (Gilbert, 1905)
- Gattung Neoscorpaena Mandritsa, 2001
  - Neoscorpaena nielseni Schmidt, 1964
- Gattung Parascorpaena Bleeker, 1876Parascorpaena picta
  - Parascorpaena aurita (Rüppell, 1838)

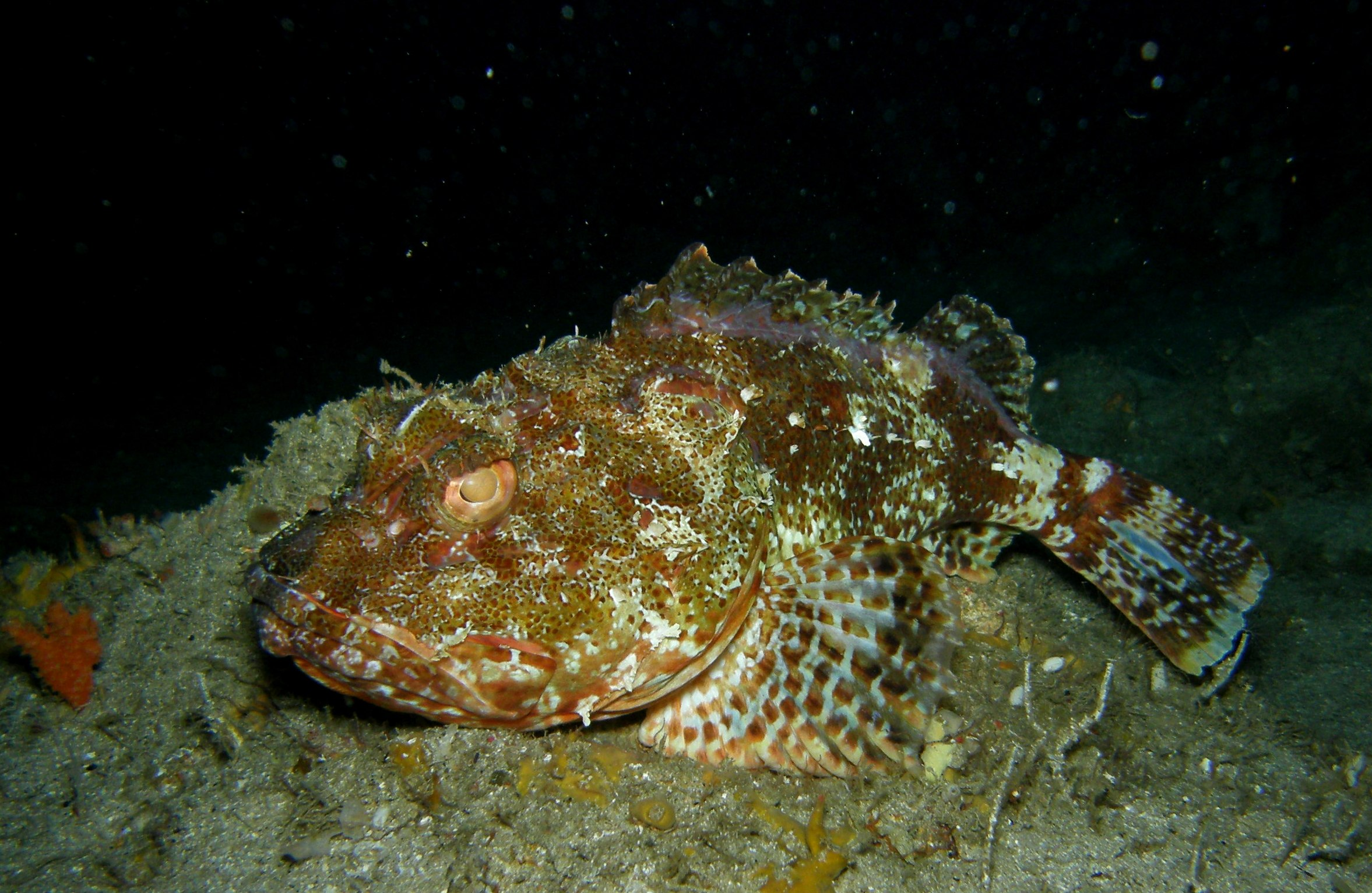
Parascorpaena picta

  - Parascorpaena bandanensis (Bleeker, 1851)
  - Parascorpaena longilineatus Motomura, Causse & Struthers, 2012
  - Parascorpaena maculipinnis Smith, 1957
  - Parascorpaena mcadamsi (Fowler, 1938)
  - Parascorpaena mossambica (Peters, 1855)
  - Parascorpaena picta (Cuvier, 1829)
- Gattung Phenacoscorpius Fowler, 1938
  - Phenacoscorpius adenensis Norman, 1939
  - Phenacoscorpius eschmeyeri Parin & Mandrytsa, 1992
  - Phenacoscorpius longilineatus Motomura, Causse & Struthers, 2012
  - Phenacoscorpius longirostris Motomura & Last, 2009
  - Phenacoscorpius mccoskeri Wibowo & Motomura, 2017
  - Phenacoscorpius megalops Fowler, 1938
  - Phenacoscorpius nebris Eschmeyer, 1965
- Gattung Pogonoscorpius Regan, 1908
  - Pogonoscorpius sechellensis Regan, 1908
- Gattung Pontinus Poey, 1860Pontinus longispinis
  - Pontinus accraensis Norman, 1935
  - Pontinus castor Poey, 1860
  - Pontinus clemensi Fitch, 1955
  - Pontinus corallinus Miranda Ribeiro, 1903
  - Pontinus furcirhinus Garman, 1899
  - Pontinus helena Eschmeyer, 1965
  - Pontinus kuhlii (Bowdich, 1825)
  - Pontinus leda Eschmeyer, 1969
  - Pontinus longispinis Goode & Bean, 1896

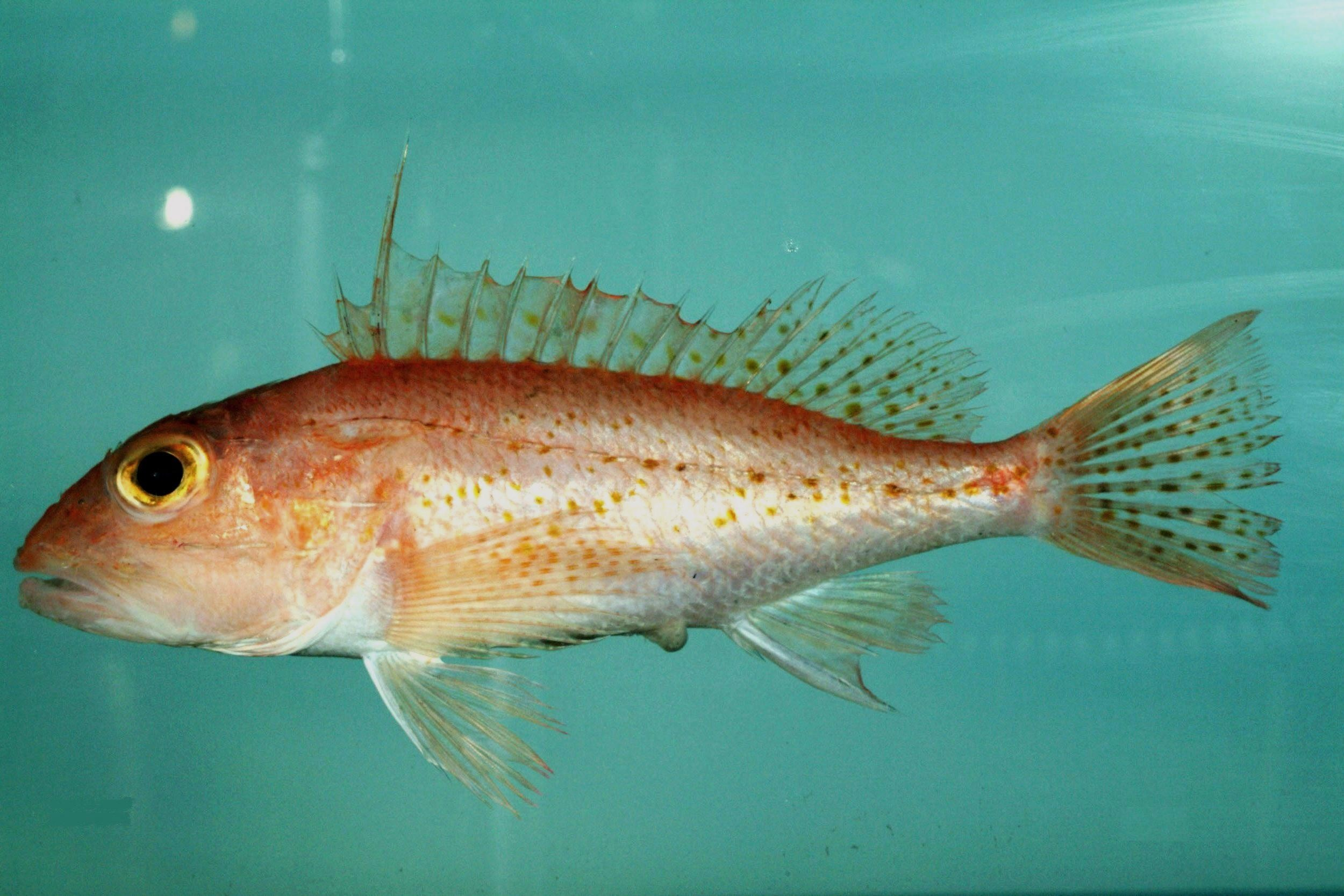
Pontinus longispinis

  - Pontinus macrocephalus (Sauvage, 1882)
  - Pontinus nematophthalmus (Günther, 1860)
  - Pontinus nigerimum Eschmeyer, 1983
  - Pontinus nigropunctatus (Günther, 1868)
  - Pontinus rathbuni Goode & Bean, 1896
  - Pontinus rhodochrous (Günther, 1872)
  - Pontinus sierra (Gilbert, 1890)
  - Pontinus strigatus Heller & Snodgrass, 1903
  - Pontinus tentacularis (Fowler, 1938)
  - Pontinus vaughani Barnhart & Hubbs, 1946

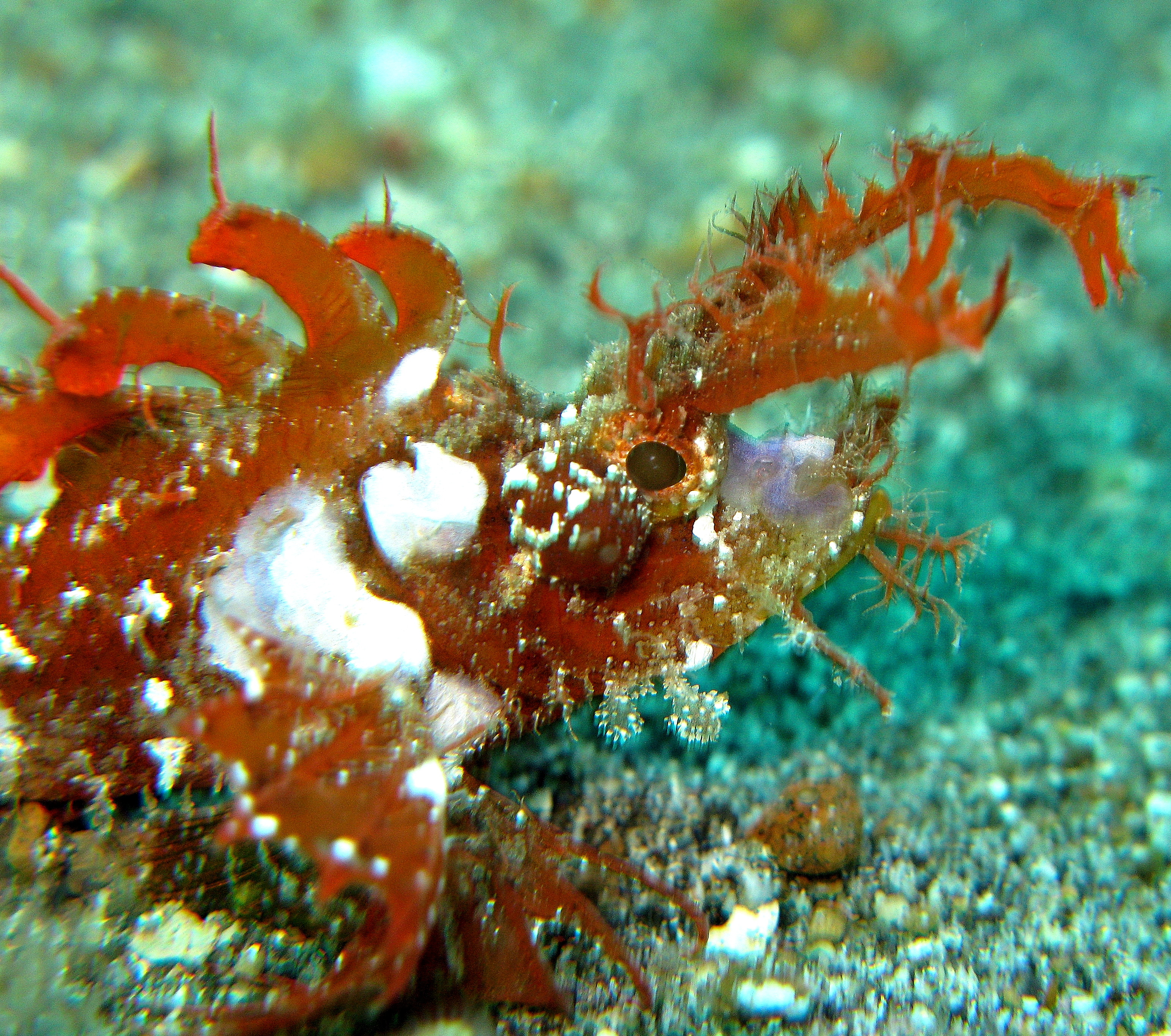
Ambon-Drachenkopf (Pteroidichthys amboinensis)

- Gattung Pteroidichthys Bleeker, 1856Ambon-Drachenkopf (Pteroidichthys amboinensis)
  - Pteroidichthys acutus Motomura & Kanade, 2015
  - Ambon-Drachenkopf (Pteroidichthys amboinensis Bleeker, 1856)
  - Pteroidichthys caussei Motomura & Kanade, 2015
  - Pteroidichthys noronhai (Fowler, 1938)
- Gattung Fransen-Drachenköpfe (Rhinopias Gill, 1905)Tentakel-Drachenkopf (Rhinopias frondosa)

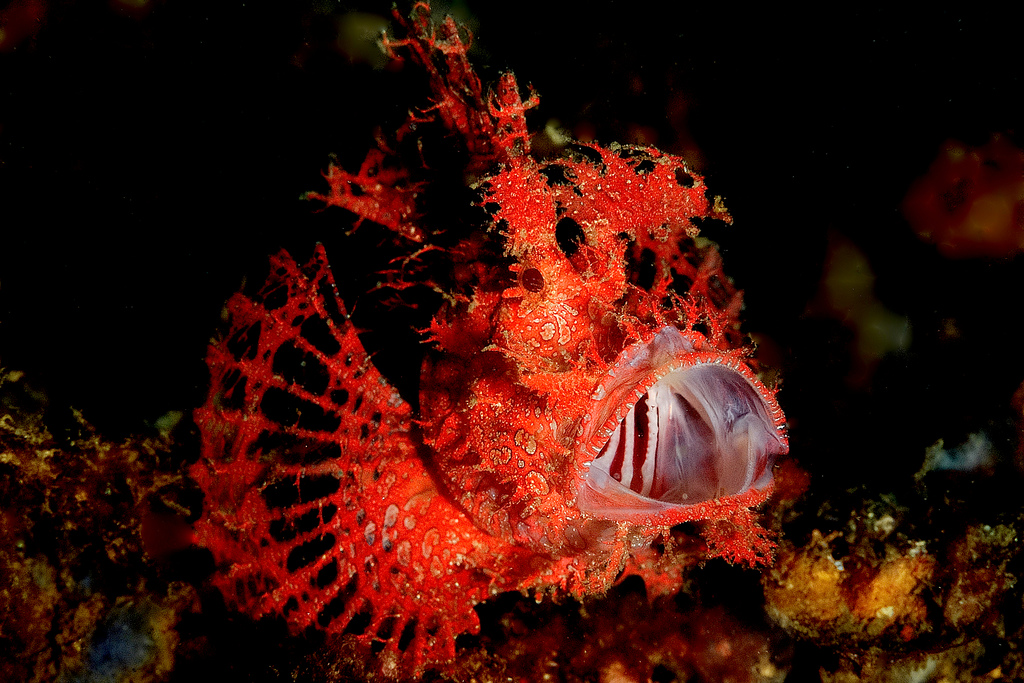
Tentakel-Drachenkopf (Rhinopias frondosa)

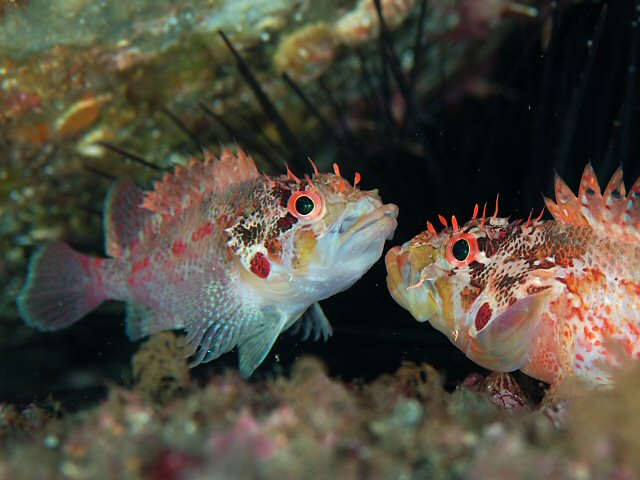
Scorpaenodes littoralis

  - 6 Arten
- Gattung Scorpaena Linnaeus, 1758
  - ca. 65 Arten
- Gattung Scorpaenodes Bleeker, 1857Scorpaenodes littoralis
  - ca. 30 Arten
- Gattung Scorpaenopsis Heckel, 1837Buckel-Drachenkopf (Scorpaenopsis diabolus)

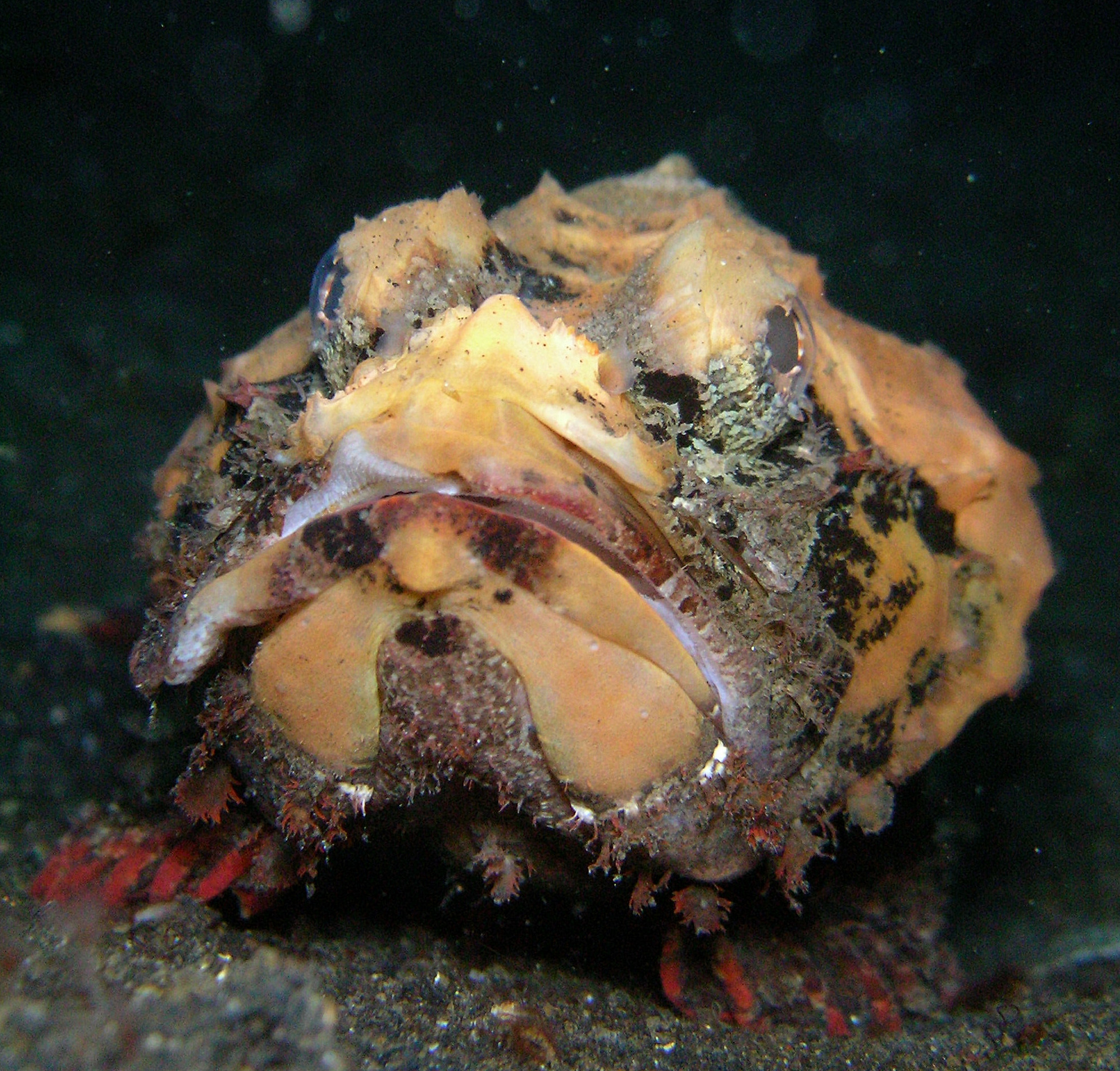
Buckel-Drachenkopf (Scorpaenopsis diabolus)

  - Scorpaenopsis altirostris Gilbert, 1905
  - Bärtiger Drachenkopf (Scorpaenopsis barbata (Rüppell, 1838))
  - Scorpaenopsis brevifrons Eschmeyer & Randall, 1975
  - Riesen-Drachenkopf (Scorpaenopsis cacopsis Jenkins, 1901)
  - Scorpaenopsis cirrosa (Thunberg, 1793)
  - Scorpaenopsis cotticeps Fowler, 1938
  - Buckel-Drachenkopf (Scorpaenopsis diabolus (Cuvier, 1829))
  - Scorpaenopsis eschmeyeri Randall & Greenfield, 2004
  - Scorpaenopsis furneauxi Whitley, 1959
  - Scorpaenopsis gibbosa (Bloch & Schneider, 1801)
  - Scorpaenopsis gilchristi (Smith, 1957)
  - Scorpaenopsis insperatus Motomura, 2004
  - Scorpaenopsis lactomaculata (Herre, 1945)
  - Scorpaenopsis longispina Randall & Eschmeyer, 2001
  - Glotzaugen-Drachenkopf (Scorpaenopsis macrochir Ogilby, 1910)
  - Achselfleck-Drachenkopf (Scorpaenopsis neglecta Heckel, 1837)
  - Scorpaenopsis obtusa Randall & Eschmeyer, 2001
  - Scorpaenopsis orientalis Randall & Eschmeyer, 2001
  - Fransen-Drachenkopf (Scorpaenopsis oxycephala (Bleeker, 1849))
  - Papua-Drachenkopf (Scorpaenopsis papuensis (Cuvier, 1829))
  - Scorpaenopsis pluralis Randall & Eschmeyer, 2001
  - Kronen-Drachenkopf (Scorpaenopsis possi Randall & Eschmeyer, 2001)
  - Scorpaenopsis pusilla Randall & Eschmeyer, 2001
  - Scorpaenopsis ramaraoi Randall & Eschmeyer, 2001
  - Scorpaenopsis rubrimarginatus Fricke et al., 2013
  - Fetzen-Drachenkopf (Scorpaenopsis venosa (Cuvier, 1829))
  - Scorpaenopsis vittapinna Randall & Eschmeyer, 2001
- Gattung Sebastapistes Gill, 1877Sebastapistes strongia

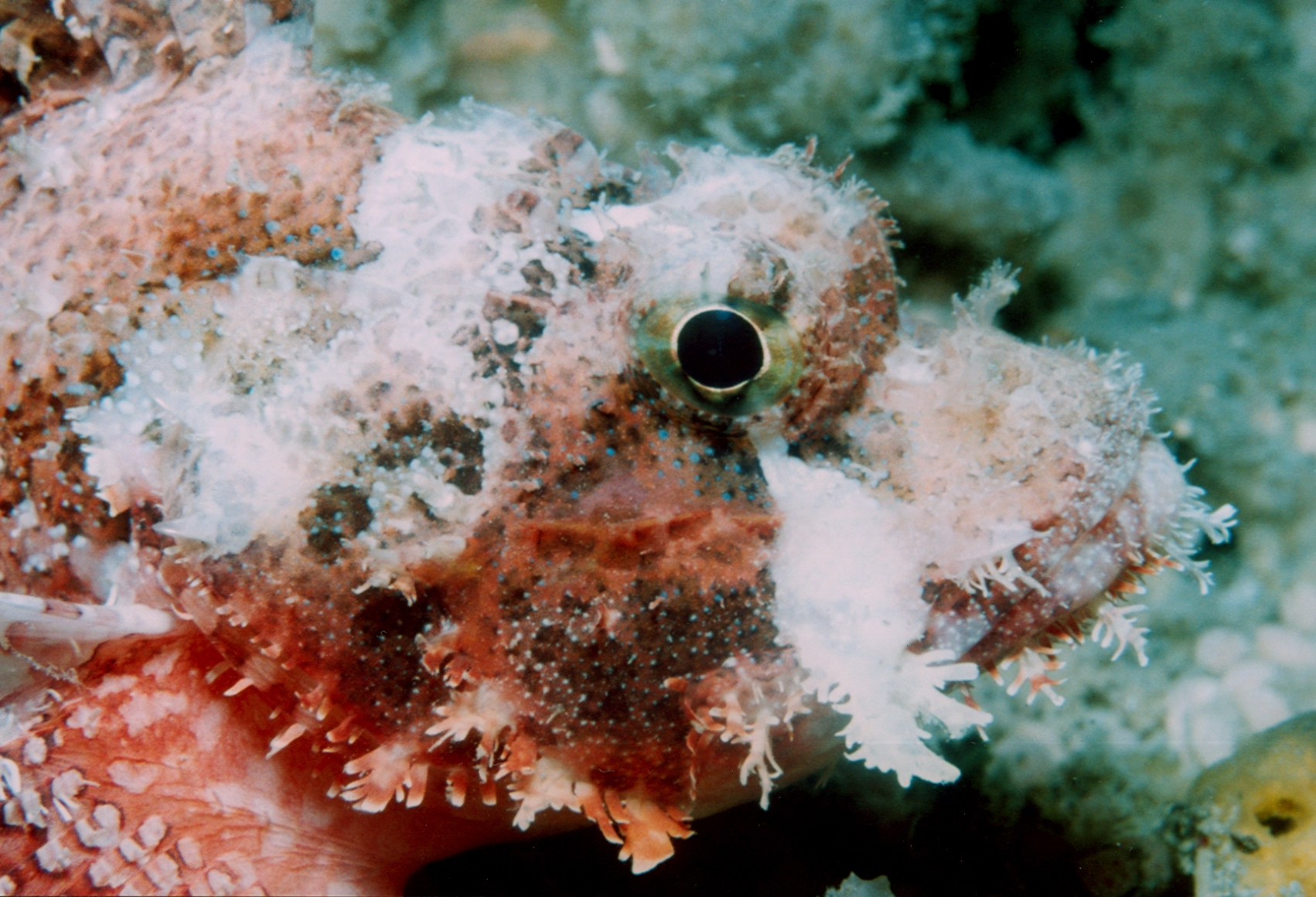
Sebastapistes strongia

  - Sebastapistes ballieui (Sauvage, 1875)
  - Sebastapistes coniorta Jenkins, 1903
  - Sebastapistes cyanostigma (Bleeker, 1856)
  - Sebastapistes fowleri (Pietschmann, 1934)
  - Sebastapistes galactacma Jenkins, 1903Schaukelfisch (Taenianotus triacanthus) zwischen Caulerpa-Algen

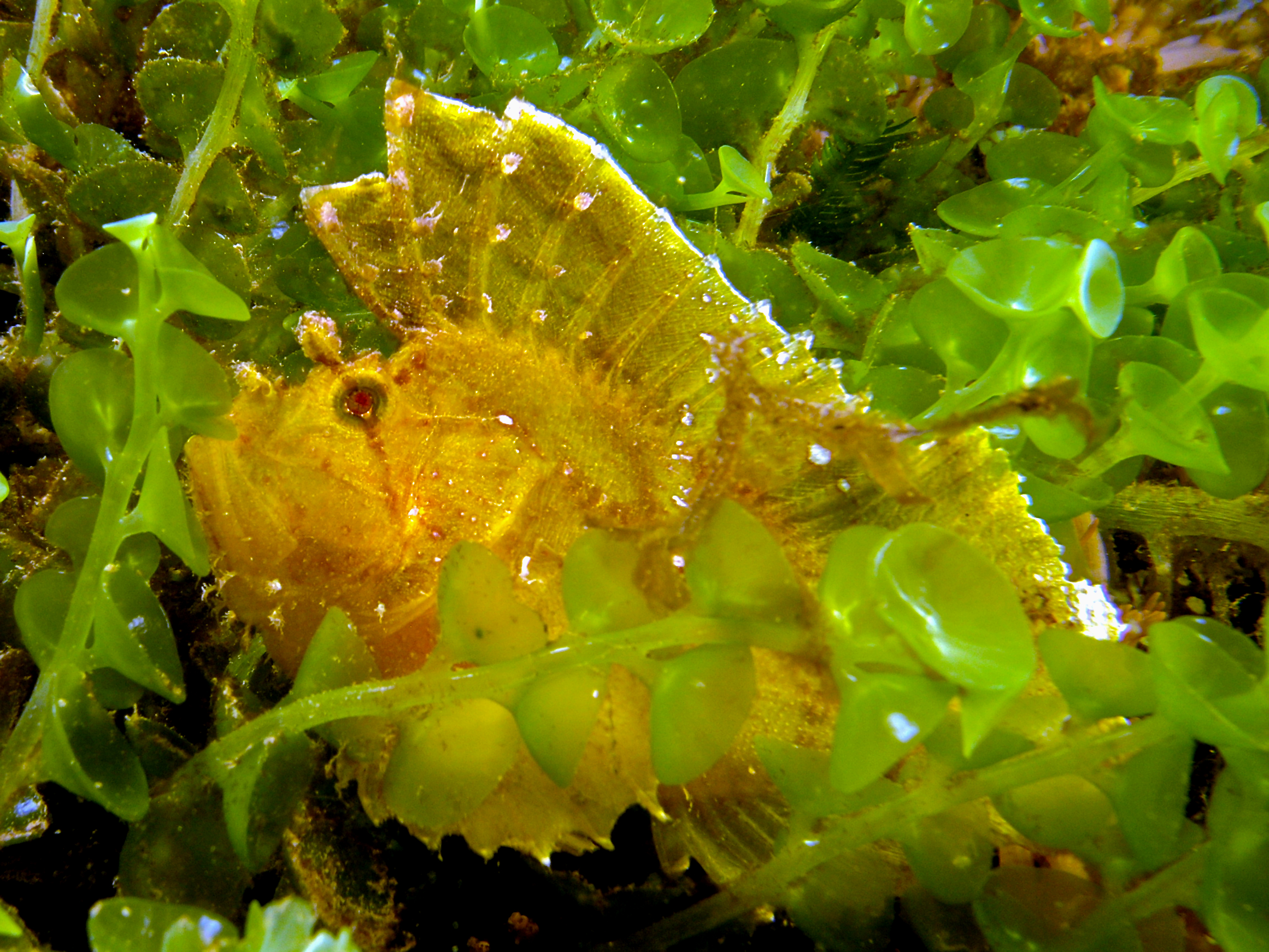
Schaukelfisch (Taenianotus triacanthus) zwischen Caulerpa-Algen

  - Sebastapistes mauritiana (Cuvier, 1829)
  - Sebastapistes nuchalis (Günther, 1874)
  - Sebastapistes perplexa Motomura, Aizawa & Endo, 2014
  - Sebastapistes strongia (Cuvier, 1829)
  - Sebastapistes taeniophrys (Fowler, 1943)
  - Sebastapistes tinkhami (Fowler, 1946)
- Gattung Taenianotus Lacepède, 1802
  - Schaukelfisch (Taenianotus triacanthus Lacepède, 1802)
- Gattung Thysanichthys Jordan & Starks, 1904
  - Thysanichthys crossotus Jordan & Starks, 1904
- Gattung Ursinoscorpaenopsis Nakabo & Yamada, 1996
  - Ursinoscorpaenopsis kitai Nakabo & Yamada, 1996

## Evolution
Die Stammesgeschichte der Skorpionfische ist nicht gut überliefert. Eine fossile Art ist Scorpaena prior aus dem Miozän von Sankt Margarethen im Burgenland in Österreich.